# Pyrococcus furiosus
Pyrococcus furiosus é uma espécie extremofílica do domínio Archaea. É notável o facto de ter uma temperatura  de crescimento óptimo de 100 °C (a temperatura que destruiria a maioria dos organismos vivos) e por ser um dos poucos organismos identificados como possuindo enzimas contendo tungsténio, um elemento raramente encontrado em moléculas biológicas.

## Propriedades
Pyrococcus furiosus é conhecida pela sua duplicação rápida, que gira em torno de 37 minutos sob condições óptimas. Aparece como cocos maioritariamente regulares de 0,8 μm para 1,5 μm de diâmetro com flagelação monopolar politrófica. Cresce entre 70 °C (158 °F) e 103 °C (217 °F), com uma temperatura de crescimento óptimo de 100 °C (212 °F), e no pH entre 5 e 9 (com uma óptima de pH 7). Ela cresce bem em extrato de levedura, maltose, celobiose, β-glucanas, amido e fontes de proteína (triptone, peptona, caseína e extractos de carne). O crescimento é muito lento, ou inexistente, em aminoácidos, ácidos orgânicos, álcoois, e mais carboidratos (incluindo glicose, frutose, galactose e lactose).
A capacidade de crescer em polissacarídeos (maltose, cellobiose, amido), mas não sobre o monomérico açúcares sugere que oligossacarídeos com diversos graus de polimerização podem ser importados para a célula, e só depois hidrolisado a glucose.

## Usos
As enzimas de Pyrococcus furiosus são extremamente termoestáveis. Consequentemente DNA Polimerase de Pyrococcus furiosus, são frequentemente utilizadas no reação de Polimerase em Cadeia P.C.R, com o respectivo nome de enzima conhecida como Pfu.

## Descoberta
Pyrococcus furiosus foi originalmente isolado de sedimentos marinhos anaeróbicos  aquecido geotermicamente, com temperaturas entre 90 °C (194 °F) e 100 °C (212 °F), coletados na praia de Porto Levante, Vulcano Ilha, Itália. Foi descrita pela primeira vez pelo Dr. Karl Stetter da Universidade de Regensburg, na Alemanha, e um colega, o Dr. Gerhard Fiala.

## Nome científico
O nome Pyrococcus significa "fireberry", em grego, para se referir a  forma extremófila arredondada e capacidade de crescer em temperaturas de cerca de 100 graus Celsius. As espécies furiosus cujo nome significa "apressar" em latim, e refere-se ao tempo de duplicação do extremófilo.